# Ortlieb (Patrizier)

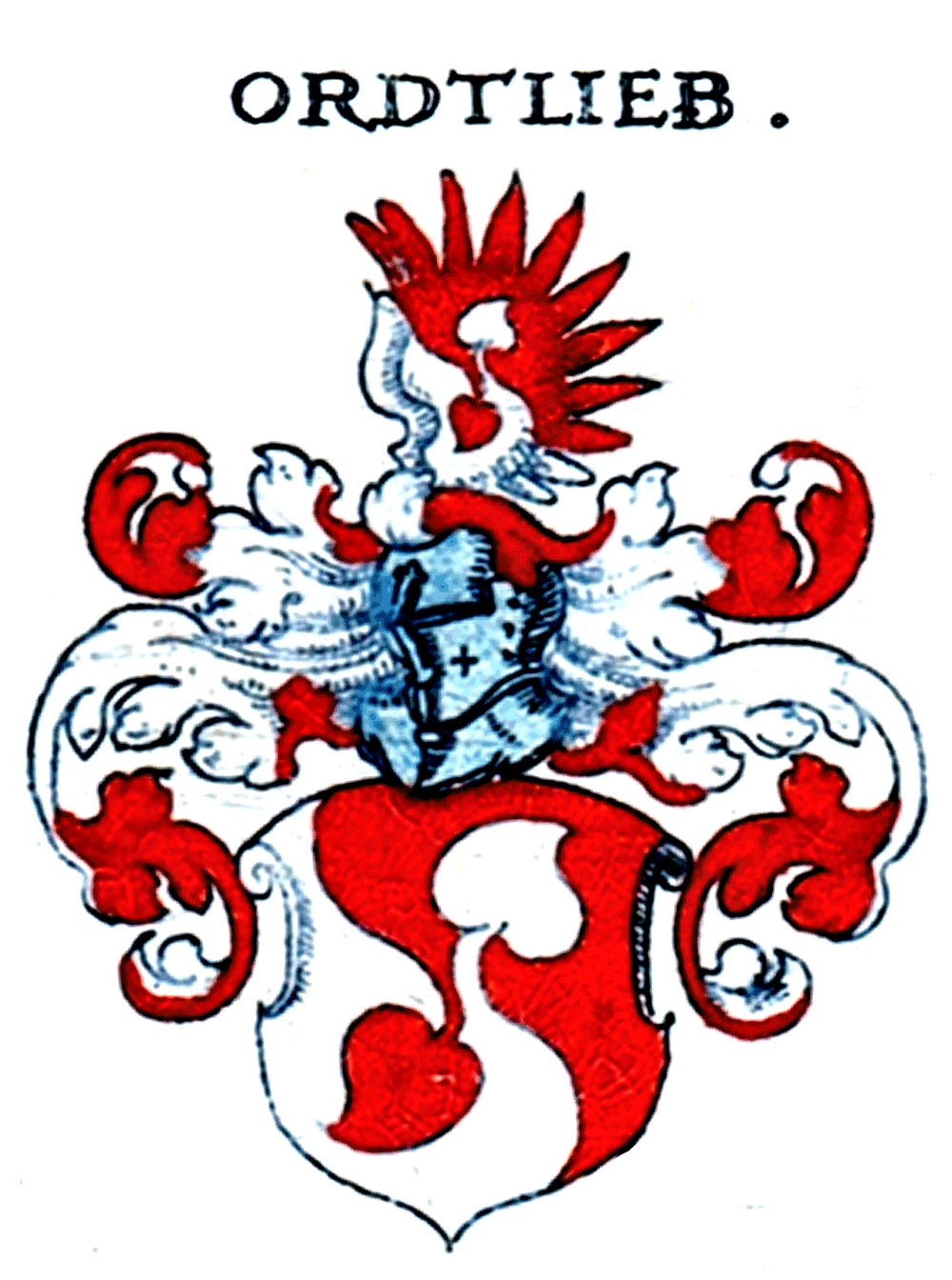
Das Wappen der Ortlieb in Siebmachers Wappenbuch, 1702

Die Ortlieb waren eine der ältesten Patrizierfamilien der Reichsstadt Nürnberg, erstmals urkundlich erwähnt im Jahr 1260. Sie waren ab 1332 bis 1442 im „Inneren Rat“ vertreten und gehörten nach dem „Tanzstatut“ zu den alten ratsfähigen Geschlechtern. 1478 ist das Geschlecht erloschen.

## Geschichte
Die Herkunft der Ortlieb ist unklar. Sie müssen jedoch schon früh zu Reichtum gekommen sein, da sie bereits 1332 im Rat vertreten waren und damit dem Nürnberger Patriziat angehörten.
Ein Ortlieb kommt 1260 als Zeuge in einer Urkunde des Klosters Engelthal vor, Marquard Ortlieb 1327. Ulman Stromer führt Angehörige des Geschlechts als Zeitgenossen auf, Heinrich Ortlieb erscheint in einer Urkunde von 1332 als Rathsherr. Nachdem um 1406/7 die erste Stromersche Handelsgesellschaft der Patrizierfamilie Stromer von Reichenbach aufgrund einer Pestepidemie zugrunde gegangen war, eröffnete in der Folge der überlebende Georg Stromer (1375–1437) zusammen mit seinem Schwiegervater Hans Aislinger aus Lauingen, der 1370 Nürnberger Bürger geworden und zwischen 1380 und 1407 auch Genannter im Größeren Rat der Reichsstadt war, sowie dessen Enkel Hans Ortlieb († 1459) eine eigene Gesellschaft, die Handelsgesellschaft Stromer-Ortlieb, die das Geschäftsfeld der alten Gruber-Podmer-Stromer-Gesellschaft übernahm. Die neue Firma vergab Kredite an König Sigismund. 

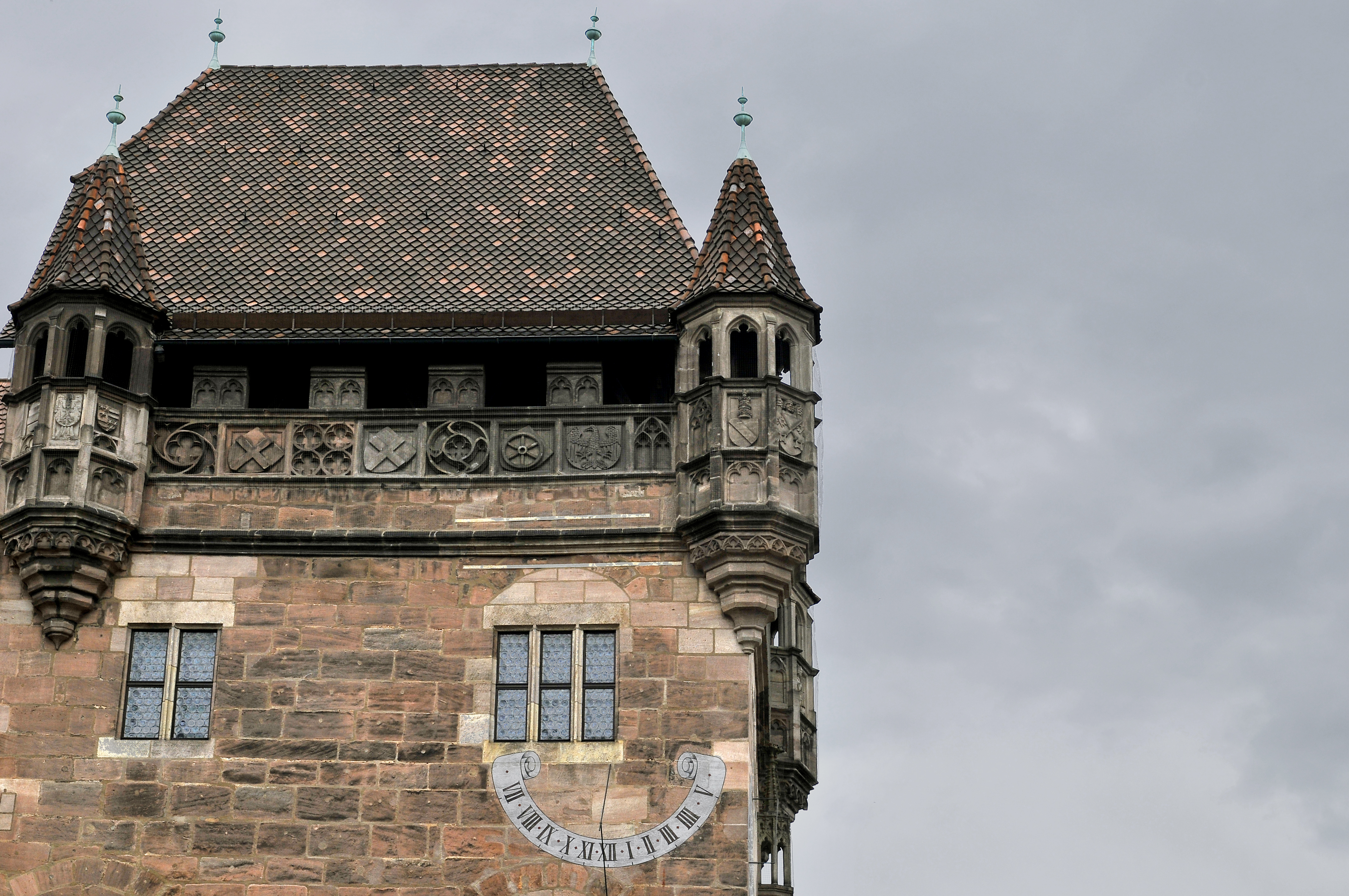
Wappenfries am Nassauer Haus

1427 erwarb der Kaufmann, Ratsherr und Bürgermeister Ulrich Ortlieb († 1442) den Wohnturm Nassauer Haus in der Lorenzer Altstadt. 1431 lieh er dem König Sigismund 1500 Gulden, wofür dieser ihm seine Krone zum Pfand gab. Wohl aus diesem Anlass ließ Ortlieb die Steinbalustrade des Turms mit dem Wappen des Kaisers, des Papstes, der sieben Kurfürsten und der Reichsstadt Nürnberg schmücken.
Die Hussitenkriege, der Wirtschaftskrieg Sigismunds gegen Venedig, Verluste in London und Kopenhagen und die enormen Veruntreuungen Hans Ortliebs führten um 1430 zum Konkurs der zweiten Stromer-Gesellschaft. Hans Ortlieb floh unter Hinterlassung eines Schuldenbergs von 21.000 Gulden aus Nürnberg. Seine Mühle in Doos wurde von seiner Frau Clara, geb. Haller, durch Zahlung von 670 Gulden ausgelöst. Die Geschäftsaktivitäten der zweiten Stromer-Gesellschaft wurden durch die Handelsgesellschaften der Imhoff und der Gruber weitergeführt. 1478 ist das Geschlecht erloschen.
Nach Christoph Scheurl und einem Todtenschild in der Kirche „Unser Lieben Frauen“ ist das Geschlecht mit Hans Ortlieb 1459 erloschen. Dagegen meldet Konrad Haller, Jacob Ortlieb († 1417) habe zwei Söhne hinterlassen, Jacob und Paulus, die beide mannbar und ledig verschieden, und Paulus sei der Letzte gewesen. Im Rathsverzeichniss stehen sie nach Rathsschreiber Müllner bis 1442.

## Ehemalige Besitzungen
- 1329–???? Reutles (mit den Ebner)

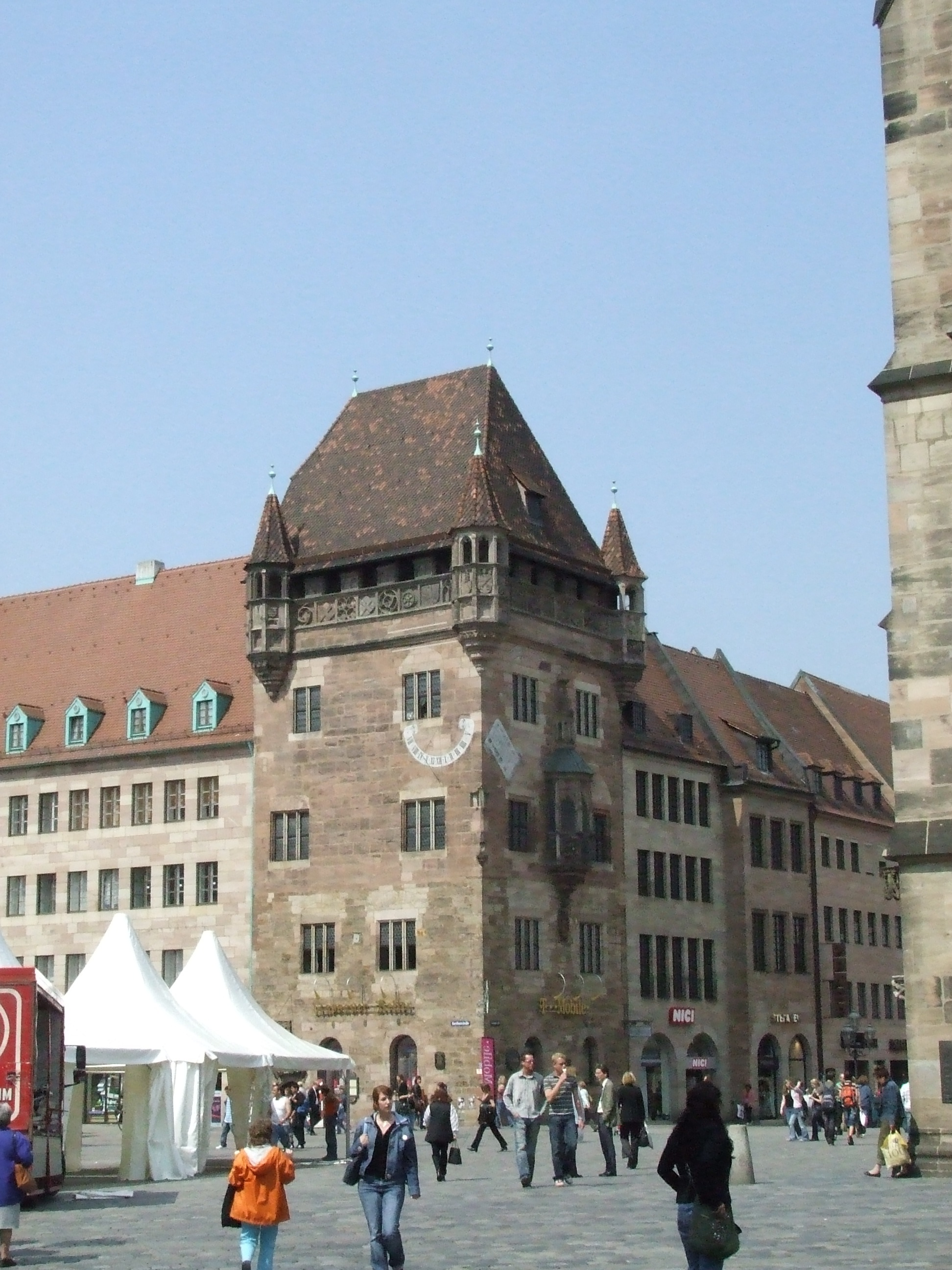
Nassauer Haus, 1427–1450 im Besitz der Ortliebs

- ????–1350 die Königsmühle an der Gründlach
- vor 1376 Weiherhaus bei Feucht
- 1428–1448 die Mühle in Nürnberg-Doos (späterer Herrensitz Kernstein)
- 1427–1450 das Nassauer Haus in Nürnberg

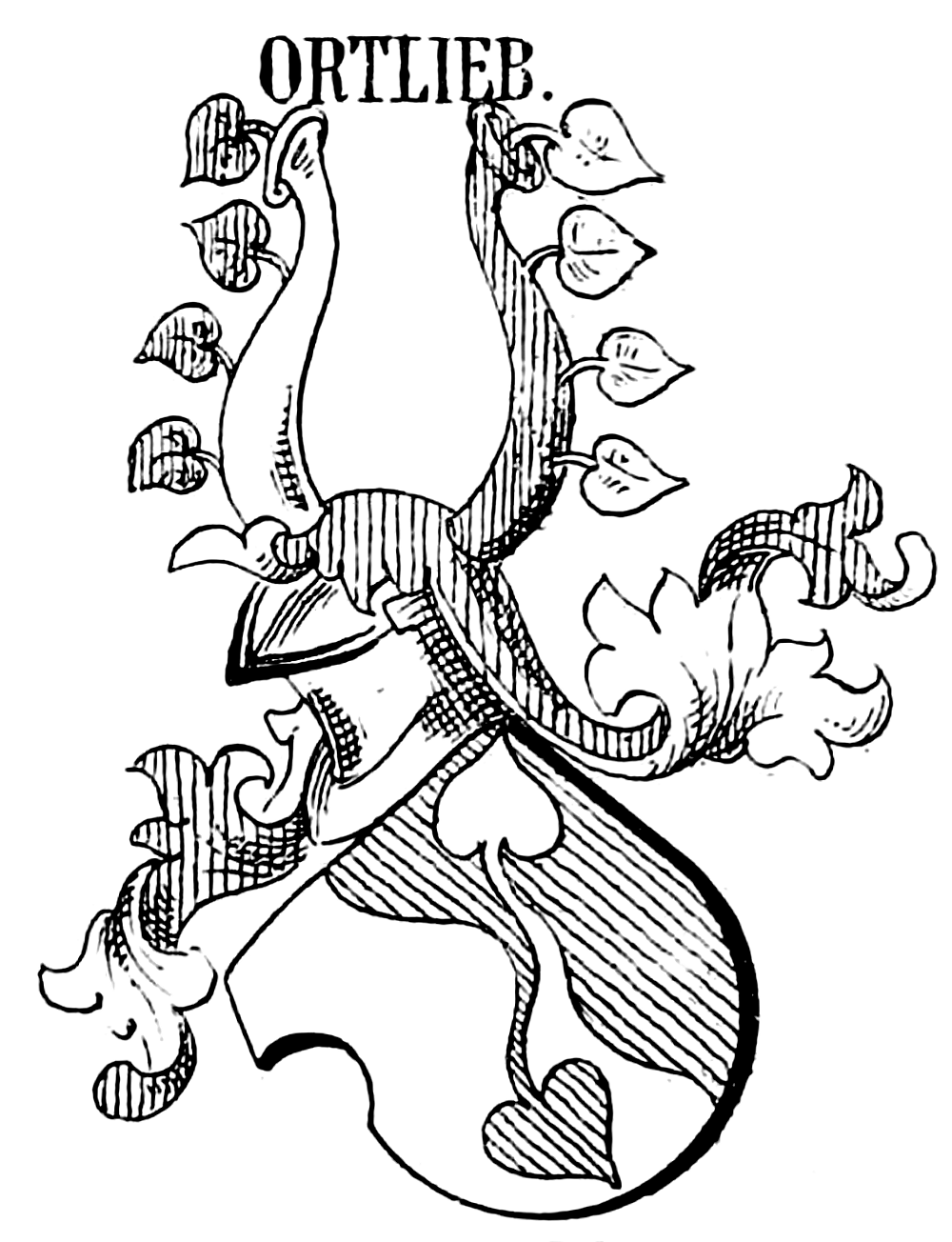
Darstellung in Siebmachers Wappenbuch von 1884

## Wappen
Blasonierung: Mit Silber und Rot im Gegen-Lindenblattschnitt schräggeteilt. Auf dem Helm mit rot–silbernen Helmdecken ein wie der Schild bezeichneter Flug.
In Siebmachers Wappenbuch von 1884 trägt der Helm zwei Büffelhörner, silbern und rot, mit Lindenblättern verwechselter Tinktur besteckt.

## Bekannte Familienmitglieder
- Hans Ortlieb, Ratsherr (* ca. 1268) ⚭ Anna Krauter
- Heinrich Ortlieb, Schöffe (* ca. 1270; † nach 1339) ⚭ Agnes Stromer[7]
- Heinrich Ortlieb, Ratsherr (* ca. 1283) ⚭ Agnes Waldstomer[8]
- Hermann Ortlieb, Ratsherr (* vor 1340; † 1371) ⚭ Anna Schopper[9]
- Ulrich Ortlieb, Ratsherr, Bürgermeister († 1442) ⚭ Clara Graser[10][11]